# Аникеев, Михаил Корнеевич
Михаи́л Корне́евич Анике́ев (14 марта 1925, дер. Низовая, Тамбовская губерния — 10 ноября 2011, Балашиха, Московская область) — советский и российский художник, заслуженный художник РСФСР (1966).

## Биография
Родился в деревне Низовая (ныне Бондарского района Тамбовской области). В 1935 году семья переехала в город Балашиха Московской области.
После окончания средней школы в 1942 году был призван в ряды Красной Армии. С 1944 года, окончив Рязанское офицерское миномётно-пулемётное училище, в должности заместителя командира миномётной роты в составе 2-го Украинского фронта участвовал в освобождении Румынии, Венгрии, Чехословакии.
В 1946 году демобилизовался и поступил в Кишинёвское художественное училище, которое окончил в 1950 году с отличием. В том же году поступил в Государственный художественный институт им. В. И. Сурикова. Учился у С. В. Герасимова. Окончил институт с отличием в 1956 году (дипломная работа «Именем революции»).
В конце 1950-х — 1960-е годы совершил ряд творческих поездок в Казахстан, по результатам которых создал серию «Целина», картины из которой были опубликованы в одноимённой книге Л. И. Брежнева.
Умер 10 ноября 2011 года. Похоронен на Николо-Архангельское кладбище.

## Творчество
Первая персональная выставка состоялась в 1951 году в Балашихе. С 1952 года — член Союза художников СССР. В 1962—2005 годы участвовал в выставках Союза художников СССР, осуществил персональные выставки в картинных галереях и музеях Смоленска, Тамбова, Красноярска, Балашихи, Астаны, Москвы (1963, 1972, 1978, 2005, 2007: ЦДХ, Союз художников РСФСР, Русская Галерея Искусств, галерея Лесореадес), Испании.
Творческое наследие Михаила Корнеевича составляют более 10 000 художественных произведений: живопись, графика, акварель, монументальные работы. Более 700 произведений находятся в галереях, музеях, частных коллекциях России и мира.

## Награды и звания
- лауреат фестиваля молодёжи Московской области (1958); диплом и грамота ЦК ВЛКСМ, Министерства культуры СССР, Союза художников СССР — за картину «Комсомольцы 1941 года»[3]
- заслуженный художник РСФСР (1966)
- Орден Отечественной войны II степени (6.4.1985)[7]
- Имя М. К. Аникеева включено во «Всемирную художественную энциклопедию всех времён и народов» (Лейпциг, 1988)
- Лауреат, учёная степень «Магистра современного искусства» Ассоциации народов мира[3]
- Почётный гражданин Балашихи[8].